# Muľa
Muľa (in ungherese Rárósmúlyad) è un comune della Slovacchia facente parte del distretto di Veľký Krtíš, nella regione di Banská Bystrica.